# Definice planety z roku 2006

Eulerův diagram s různými typy těles sluneční soustavy

Definice planety sluneční soustavy byla přijata 24. srpna 2006 na zasedání Mezinárodní astronomické unie (IAU) v Praze. Podle ní je za planetu považováno vesmírné těleso splňující následující kritéria:
1. nachází se na oběžné dráze kolem Slunce
2. má dostatečnou hmotnost, aby bylo možné předpokládat, že dosáhlo hydrostatické rovnováhy
3. vyčistilo svou gravitací okolí své oběžné dráhy od jiných těles

Tělesa, která nejsou satelity jiných těles obíhajících kolem Slunce a která splňují pouze první dvě kritéria, jsou klasifikována jako trpasličí planety a řadí se do širší skupiny nazývané „planetky“. IAU se zabývala také návrhem, aby trpasličí planety byly klasifikovány jako podkategorie planet, avšak nakonec ho zamítla. Z definice vyplývá, že ve sluneční soustavě se nachází osm známých planet. Tato definice byla ihned po svém přijetí vnímána jako velmi kontroverzní a kromě příznivců měla i hodně odpůrců, ale přes silnou kritiku ji nakonec většina astronomů přijala.
Definice se nevztahuje na planety obíhající jiné hvězdy než Slunce, pro něž byla roku 2003 schválena pracovní definice, podle níž je klíčovým kritériem hmotnost exoplanety. Horní hranice byla stanovena jako 13 hmotností planety Jupiter (čímž jsou exoplanety odlišeny od hvězdných trpaslíků) a spodní hranice má být stejná jako u těles sluneční soustavy.

## Důvody přijetí definice

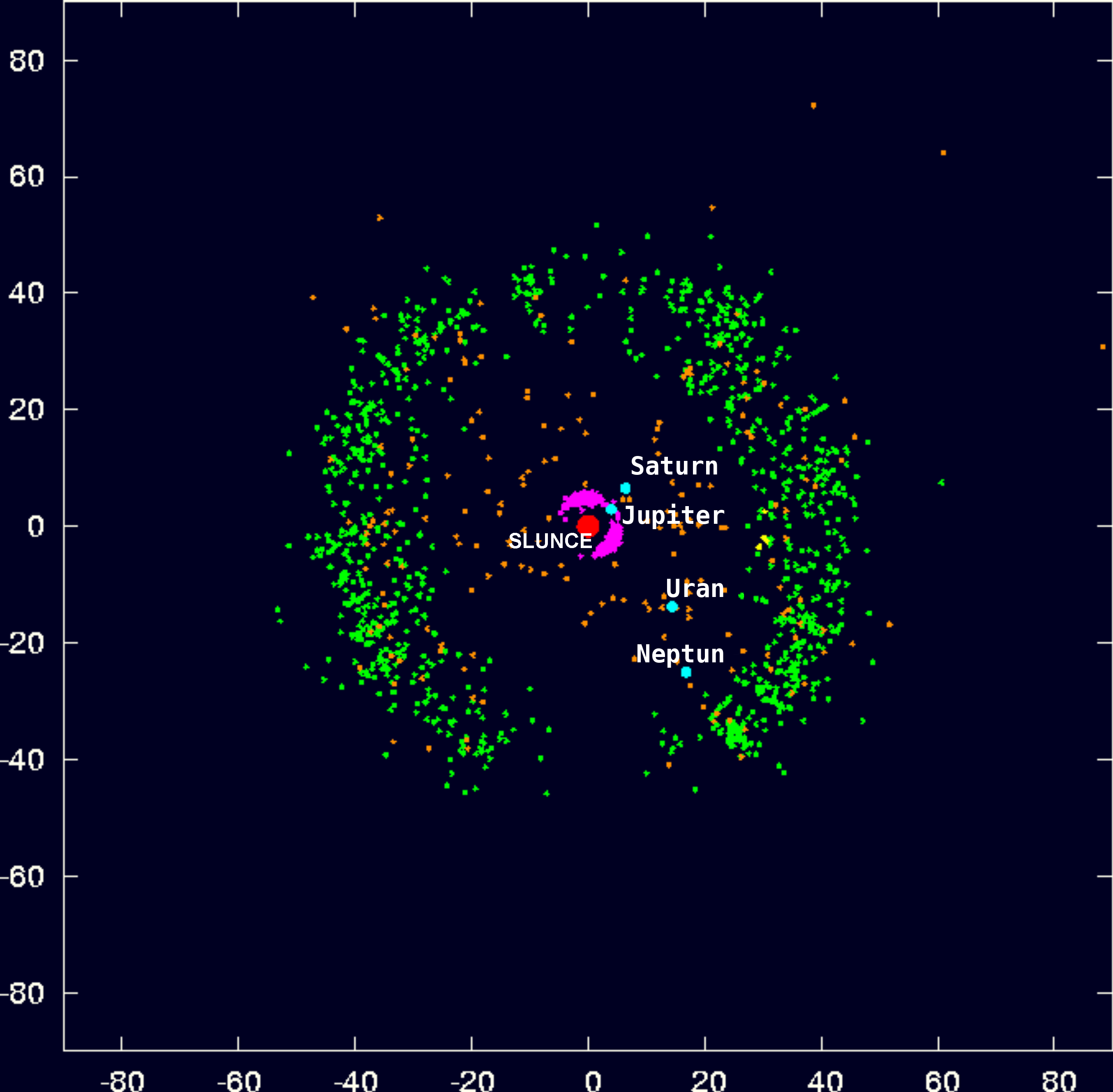
Pozice známých těles Kuiperova pásu (zeleně) v porovnání s vnějšími planetami (modře).

V době předcházející objevům nových těles na počátku 21. století astronomové žádnou formální definici planety nepotřebovali. Od objevu Pluta roku 1930 bylo obecně přijímáno, že sluneční soustava má devět planet, přičemž spolu s nimi Slunce obíhají také tisíce menších těles jako planetky a komety. O Plutu se soudilo, že je větší než Merkur.
Roku 1978 byl objeven Charon, měsíc Pluta, což způsobilo velký posun ve vnímání tohoto tělesa. Byla změřena oběžná doba Charonu kolem Pluta, což astronomům současně poprvé umožnilo vypočítat hmotnost Pluta, která se ukázala mnohem menší, než očekávali. Vypočítaná hmotnost byla jen asi 1/25 hmotnosti Merkuru, takže Pluto se rázem stal nejmenší planetou soustavy, dokonce menší než Měsíc obíhající Zemi, i když stále zůstával hmotnější než největší tehdy známá planetka, Ceres.
V 90. letech 20. století začali astronomové nalézat další objekty v podobných vzdálenostech, jako se nachází Pluto, které jsou nyní známé jako tělesa Kuiperova pásu. Mnoho z nich mělo podobné charakteristiky dráhy jako Pluto (a později se jim začalo říkat „plutina“). Na Pluto se proto začalo nahlížet jako na největšího člena této nové skupiny těles a někteří astronomové ho přestali považovat za planetu. Jeho výstředná a nakloněná oběžná dráha byla mezi planetami velmi neobvyklá, zato však velmi dobře zapadala mezi ostatní tělesa Kuiperova pásu. Například Haydenovo planetárium v New Yorku ho roku 2000 nezařadilo do své expozice planet.
Po roce 2000 byla objevena nejméně tři tělesa, která se svými hmotnostmi a oběžnou dráhou mohla srovnávat s Plutem, a sice Quaoar, Sedna a Eris. Bylo zřejmé, že buď se budou všechna nazývat planetami, nebo bude muset být klasifikace Pluta změněna. Astronomové zároveň věděli, že mohou očekávat objevy dalších těles velikosti Pluta a že počet planet by mohl rychle narůstat. Kromě toho je zajímala také klasifikace planet v jiných planetárních soustavách. Roku 2006 se věc dostala do popředí, když byly vypočítány rozměry tělesa 2003 UB313 (později nazvaného Eris). Výpočty nebyly příliš přesné a mylně ukázaly, že Eris svými rozměry dokonce přesahuje Pluto, takže těleso se stalo významným kandidátem na status planety.

### Historická paralela
Podobný proces, v němž nové objevy způsobily kontroverzní změnu klasifikace planety, se odehrál již v 19. století po objevu Ceres 1. ledna 1801. Astronomové tehdy nové těleso okamžitě označili za „chybějící planetu“ mezi Marsem a Jupiterem. Během následujících 4 let však objev dvou dalších těles se srovnatelnými rozměry a oběžnými dráhami tuto klasifikaci zpochybnil. V roce 1851 už celkový počet „planet“ vzrostl na 23 (včetně osmi původních planet) a bylo jasné, že objeveny mohou být další stovky. Astronomové je proto začali katalogizovat samostatně a označovat je novým názvem „planetky“ místo planety.

## Začátek hledání nové definice
Protože objevy nových planet byly vzácné, tak Mezinárodní astronomická unie neměla na jejich definici a pojmenovávání žádný schválený mechanismus. Po objevu Sedny však roku 2005 ustavila 19členný výbor v čele s britským astronomem Iwanem Williamsem, který dostal za úkol promyslet novou definici planety. Výbor navrhl tři řešení:
- kulturní: za planetu je považováno těleso, o kterém dostatečný počet lidí říká, že planetou je;
- strukturní: planeta je těleso dostatečně velké na to, aby svou gravitací zaujalo kulový tvar;
- dynamické: planeta je objekt dostatečně hmotný na to, aby svou gravitací přiměl ostatní tělesa opustit okolí jeho oběžné dráhy.[6][7]

Na tomto bodě však výbor uvázl a nedokázal se shodnout, kterou z naznačených cest se vydat, a ukončil svou činnost.

## První pracovní verze definice
V roce 2006 byl proto ustanoven jiný, mnohem menší výbor, vedený astronomem a historikem vědy Owenem Gingerichem a sestávající z pěti dalších astronomů a jedné popularizátorky vědy (Davy Sobelové). Úkolem nového výboru bylo zpracovat konkrétní návrh konečné definice.

Ilustrace první pracovní verze definice

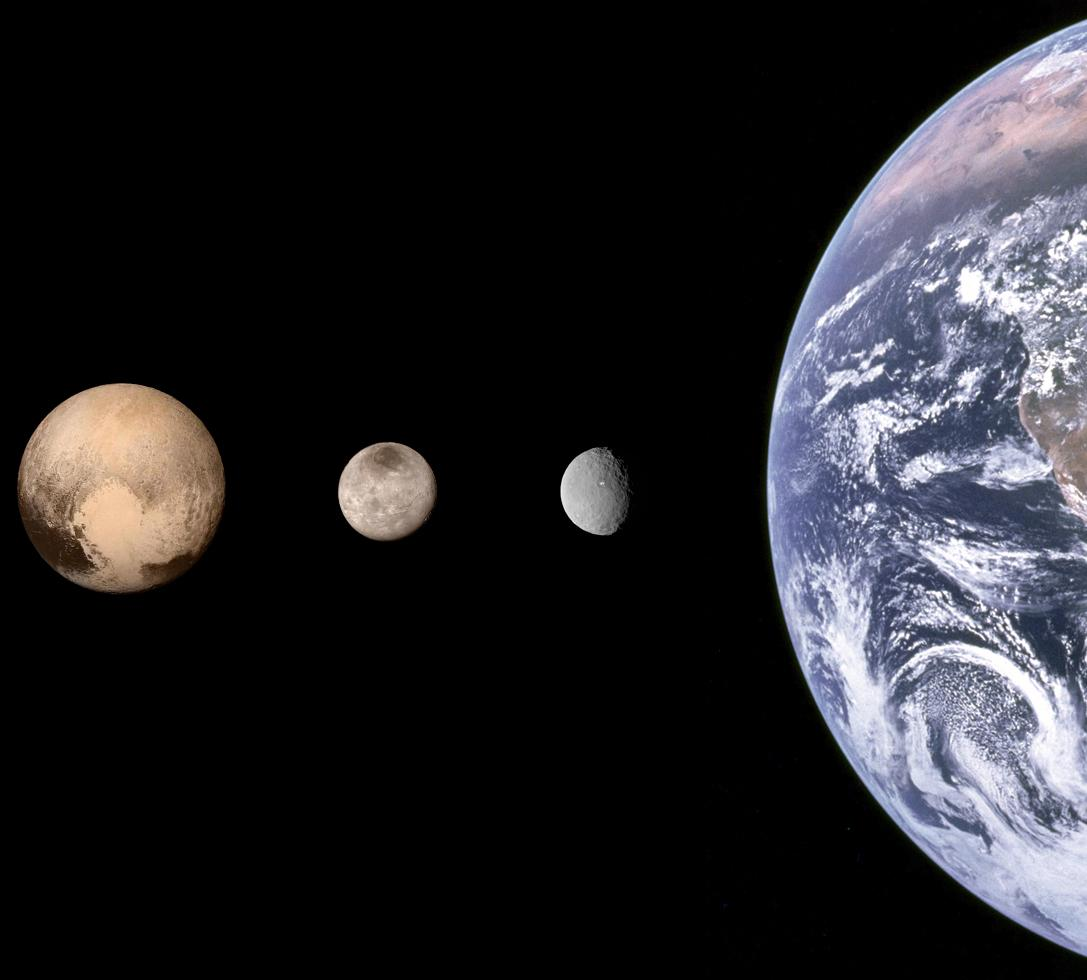
První pracovní verze přidávala mezi planety tři nová tělesa. Na obrázku jsou pro srovnání se Zemí zobrazeny zleva: Pluto (zobrazený místo Eris), Charon a Ceres.

IAU tuto původní pracovní verzi zveřejnila 16. srpna 2006. Její forma volně navazovala na druhou ze tří možností navržených předchozím výborem. Podle ní je planeta nebeským tělesem, které obíhá kolem hvězdy (takže není ani hvězdou ani družicí jiné planety) a zároveň má dostatečnou hmotnost, aby vlastní gravitací překonalo odpor materiálu, z něhož je složeno, a zaujalo tak téměř kulový tvar (dosáhlo hydrostatické rovnováhy).
Tato definice by znamenala, že by do skupiny planet byla přidána tři nová tělesa:
- Ceres, která byla původně po svém objevu považována za planetu a následně překlasifikována na planetku
- Charon, dosud označovaný za měsíc Pluta, ačkoliv ve skutečnosti obě tělesa obíhají společné gravitační centrum nacházející se mezi nimi; soustava Pluto-Charon by tak byla považována za dvojplanetu
- Eris, nově objevené těleso nacházející se v rozptýleném disku ve vnější části sluneční soustavy

Ačkoliv v médiích se objevily nepodložené informace, že dvanáct těles je konečný počet, astronomové připouštěli, že ve skutečnosti bude narůstat. Kandidáty na zařazení mezi planety bylo dalších 12 těles, jejichž fyzikální vlastnosti ještě nebyly zcela upřesněny. Mezi tělesy, které by přijetí této definice mohlo zasáhnout, byly také transneptunické objekty Haumea, Makemake, Sedna, Orcus, Quaoar, Varuna, 2002 TX300, Ixion, 2002 AW197 a planetky hlavního pásu Vesta, Pallas a Hygiea. Mike Brown, objevitel Sedny a Eris, dokonce prohlásil, že definici vyhoví nejméně 53 těles sluneční soustavy, a až budou známa všechna tělesa, tak se jich mezi planety může zařadit více než 200.
Podle této definice by se každá dvojice těles, jejíž obě složky by nezávisle splnily kritéria pro planety a jejichž společné centrum gravitace (barycentrum) by leželo mezi nimi (nikoliv uvnitř jednoho z nich), stala dvojplanetou. Pluto a Charon by byly jedinou známou dvojplanetou ve sluneční soustavě. Některé složky jiných soustav (jako například Země a Měsíc) se sice také nacházejí v hydrostatické rovnováze, ovšem jejich označení za dvojplanetu by bránil právě fakt, že jejich barycentrum leží uvnitř většího z těles (např. Země), takže to druhé je jeho družicí.

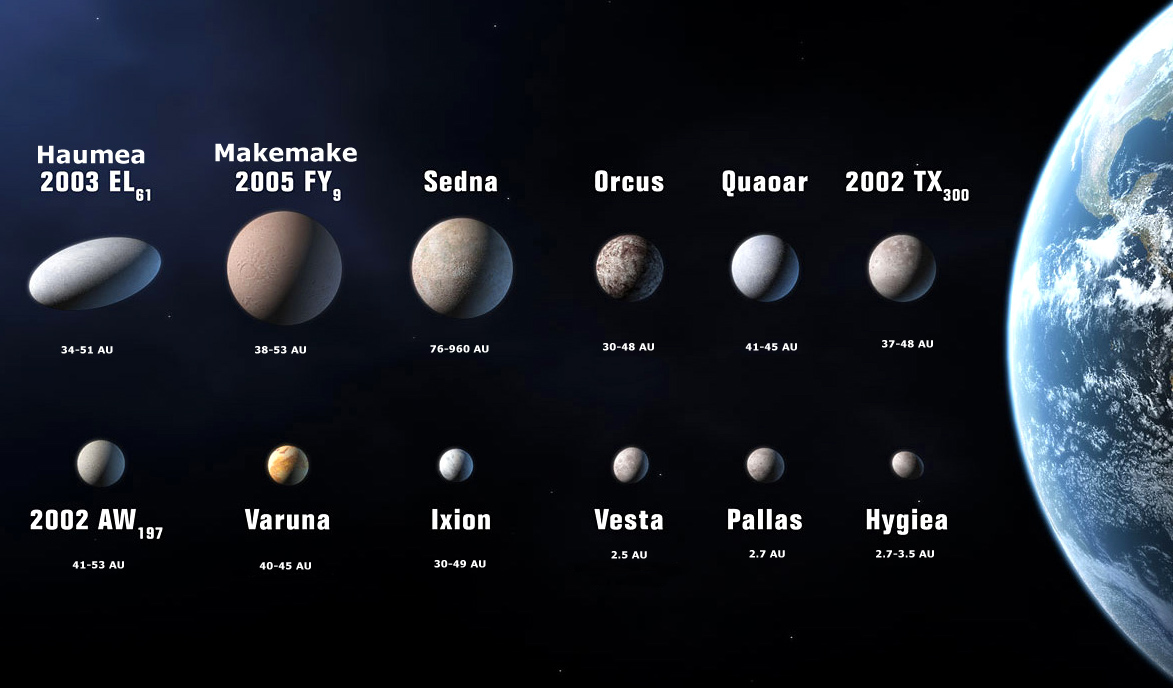
Dvanáct těles, která by se podle původní pracovní verze definice stala kandidáty na zařazení mezi planety. Kromě nejmenších tří z nich (Vesta, Pallas a Hygiea) se vesměs jednalo o transneptunická tělesa.

Termín „planetka“ by byl opuštěn a nahrazen kategoriemi „malé těleso sluneční soustavy“ a „pluton“. Do první z těchto dvou skupin by se řadila tělesa nedosahující kulového tvaru. Do druhé by pak spadaly planety s vysoce nakloněnými a výstřednými oběžnými dráhami a oběžnými dobami přesahujícími 200 pozemských let (to jest tělesa za oběžnou drahou Neptunu). Prototypem této skupiny by byl Pluto. Termín „trpasličí planeta“ by byl vyhrazen pro všechny planety sluneční soustavy menší než osm „klasických“ planet a nebyl by součástí oficiální klasifikace Mezinárodní astronomické unie. Návrh neobsahoval žádné doporučení, jak odlišit planetu od hnědého trpaslíka. O návrhu se mělo hlasovat 24. srpna 2006. Tento návrh také 18. srpna 2006 podpořilo oddělení planetárních věd Americké astronomické společnosti.
Navrhovatelé také dospěli k názoru, že podmínka kulového tvaru tělesa vyžaduje, aby objekt měl hmotnost nejméně 5×1020 kg nebo alespoň průměr 800 km. Avšak například americký astronom Mike Brown proti tomu namítal, že tato čísla odpovídají jen kamenným tělesům jako planetky hlavního pásu a že ledová tělesa, jako jsou objekty Kuiperova pásu, dosahují hydrostatické rovnováhy při mnohem menších rozměrech, pravděpodobně někde mezi 200 a 400 km v průměru. Okamžik dosažení hydrostatické rovnováhy totiž závisí také na pevnosti materiálu, z něhož je těleso tvořeno.

### Výhody pracovní verze
Navržená definice nalezla podporu mezi mnoha astronomy, neboť vycházela z fyzikálních vlastností tělesa (dosažení kulového tvaru). Většina dalších potenciálních definic závisela na nějaké zvolené hranici (například minimální přípustný rozměr nebo maximální možné naklonění oběžné dráhy apod.), která byla ušita na míru poměrům ve sluneční soustavě. Pracovní verze definice však podle výboru IAU nepoužívala lidmi zvolené hranice, ale vztahovala se přímo k povaze těles. Další výhodou bylo, že pracovala s přímo pozorovatelnou vlastností těles.
Mnoho lidí pociťovalo jako výhodu definice též fakt, že zachovávala status planety i pro Pluto. Toto těleso bylo objeveno americkým astronomem Percivalem Lowellem, a tak zvláště ve Spojených státech si astronomové prosazující jeho deklasifikaci znepřátelili část veřejnosti. Již pouhý návrh katalogizovat všechna transneptunická tělesa jednotným způsobem způsobil v roce 1999 velký rozruch, když byl v médiích mylně vyložen, že by Pluto přestal být planetou.

### Kritika pracovní verze
Navržená změna definice planety byla kritizována jako nejednoznačná. Některé námitky shrnuli ve svých článcích astronom Phil Plait a popularizátor astronomie Nick Matzke. Definice stanovovala, že planeta musí obíhat hvězdu, což by znamenalo, že jakákoliv planeta, která by byla vymrštěna ze svého planetárního systému nebo by se zformovala mimo planetární systém (toulavá planeta), by nemohla být planetou nazývána, i kdyby splňovala všechny další podmínky. Podobně například měsíce obíhající kolem planet přestávají být považovány za měsíce, pokud tuto oběžnou dráhu opustí. Dalším problémem bylo, že definice se nezabývala hranicí mezi planetami a hnědými trpaslíky.
Další kritika byla směřována na navrženou definici dvojplanety: V současné době je Měsíc definován jako satelit Země, ovšem v průběhu času může být jejich barycentrum, které se nyní nachází pod zemským povrchem, posunuto vně Země. Takový vývoj by tedy Měsíc povýšil podle definice na planetu (i když ve skutečnosti by na to Měsíc potřeboval několik miliard let, to jest mnohem déle, než budou Země a Měsíc existovat).
Dne 18. srpna vyjádřili někteří členové Mezinárodní astronomické unie svůj postoj k návrhu hlasováním, a to s výsledkem 18 hlasů pro a 50 proti.

## Alternativní návrh
Členové IAU, kteří hlasovali proti pracovní verzi definice planety, dávali přednost alternativnímu návrhu uruguayského astronoma Julia Ángela Fernándeze. Podle jeho návrhu se planetou může stát nebeské těleso, které splňuje následující kritéria:
1. Je zdaleka největším objektem v tak zvané místní populaci těles, to jest mezi všemi objekty, které kříží oběžnou dráhu uvažovaného tělesa nebo se jí velmi přibližují.
2. Má dostatečnou gravitaci, aby překonalo odpor materiálu, z něhož je složeno, takže lze předpokládat dosažení hydrostatické rovnováhy (téměř kulový tvar). To by se obecně týkalo těles, jejichž průměr přesahuje několik stovek kilometrů (v závislosti na složení tělesa).
3. Neprodukuje žádnou energii jadernou fúzí. (Toto kritérium mělo umožnit odlišení plynných obrů od hnědých trpaslíků a hvězd.)

Z toho vyplývalo, že za planety sluneční soustavy by se považovalo pouze osm planet objevených před rokem 1900, pohybujících se na téměř kruhových dráhách poblíž roviny ekliptiky. Tělesa, která by splnila druhé a třetí kritérium, ale nikoliv kritérium první, Fernández v dalším bodu návrhu definoval jako trpasličí planety. Do této kategorie by patřily Ceres, Pluto a několik dalších velkých transneptunických těles. Na rozdíl od planet mají tyto objekty oběžné dráhy vysoce nakloněné nebo velmi výstředné, a všechny jsou menší než Merkur.
Všechna další přirozená tělesa obíhající Slunce, která nesplňují předchozí kritéria, měla být označována souhrnným názvem „malá tělesa sluneční soustavy“. Tato kategorie by ve sluneční soustavě zahrnovala planetky hlavního pásu, blízkozemní tělesa, trojany Marsu, Jupiteru a Neptunu, většinu kentaurů, většinu transneptunických těles a komety.
Tento návrh by tedy znamenal, že Pluto by již nebyl řazen mezi planety.

## Přepracovaná verze
Dne 22. srpna byla pracovní verze přepsána, a to se dvěma menšími změnami oproti původní verzi. První změnou bylo obecnější ustanovení nové podkategorie planet: zatímco předtím byla tělesa typu Pluto výslovně nazvána „pluton“, v přepracované verzi bylo rozhodnutí o jejich souhrnném názvu odloženo. Hlavním důvodem byly námitky geologů, kteří upozorňovali, že termín pluton se již řadu let používá pro tělesa magmatického původu, která se poměrně běžně nacházejí v hloubi zemské kůry. Užití stejného termínu se zdálo nežádoucím zejména proto, že obor planetologie je příbuzný oboru geologie, a tak by mohlo někdy dojít ke zmatení pojmů.
Druhou změnou bylo přepsání definice dvojplanety. Bylo totiž nutné se vypořádat s eventuálními případy, v nichž by se menší z obou těles nacházelo na velmi výstředné dráze, takže by se poloha barycentra měnila v závislosti na momentální pozici obou těles vůči sobě. V některých případech by totiž mohlo docházet k tomu, že po část oběžné doby by se barycentrum nacházelo pod povrchem většího z obou těles (tudíž by se jednalo o planetu s měsícem) a po zbývající část mimo tento povrch (tudíž by se jednalo o dvojplanetu). Proto byla definice přeformulována a za dvojplanetu se měl systém dvou těles považovat pouze v případě, že by barycentrum leželo mimo obě tělesa po většinu jejich oběžné doby.
Později téhož dne se však odehrály dvě schůzky, na nichž jednání zaznamenala náhlý obrat. Orientační hlasování ve výboru ukázalo, že přepracovaná verze astronomy neuspokojila, a proto do definice nakonec bylo zahrnuto kritérium požadující dominanci tělesa v jeho okolí. Členové výboru zároveň opustili ambici vytvořit definici platnou obecně pro všechny planetární soustavy či dokonce pro tělesa volně plující mezihvězdným prostorem, a výslovně ji zaměřili pouze na tělesa obíhající kolem Slunce.

## Závěr

Ilustrace závěrečného návrhu

Závěrečný návrh usnesení, předložený 24. srpna 2006, obsahoval následující body rozdělující tělesa sluneční soustavy do tří odlišných kategorií:
1. Za planetu bude považováno nebeské těleso obíhající kolem Slunce, které má dostatečnou hmotnost, aby jeho vlastní gravitace překonala odpor materiálu, z něhož se skládá, takže lze předpokládat, že dosáhlo hydrostatické rovnováhy (téměř kulového tvaru), a zároveň vyčistilo okolí své oběžné dráhy. Návrh výslovně vyjmenoval 8 planet sluneční soustavy (Merkur až Neptun) a ve výčtu pominul Pluto.
2. Za trpasličí planetu bude považováno těleso, které splňuje podmínky oběhu kolem Slunce a dosažení hydrostatické rovnováhy, ale nesplňuje podmínku vyčištění okolí své oběžné dráhy. Přesná hranice hmotnosti nutné pro dosažení hydrostatické rovnováhy měla být upřesněna později.
3. Všechna ostatní tělesa obíhající Slunce (většina planetek vnitřních částí sluneční soustavy, většina transneptunických objektů, komet a dalších malých těles) se budou souhrnně nazývat „malá tělesa sluneční soustavy“.[30]

### Debata na Valném shromáždění IAU
Hlasování o definici bylo zařazeno na pořad 26. valného shromáždění Mezinárodní astronomické unie téhož dne v průběhu odpoledne, přičemž právo hlasovat měl každý přítomný člen IAU.

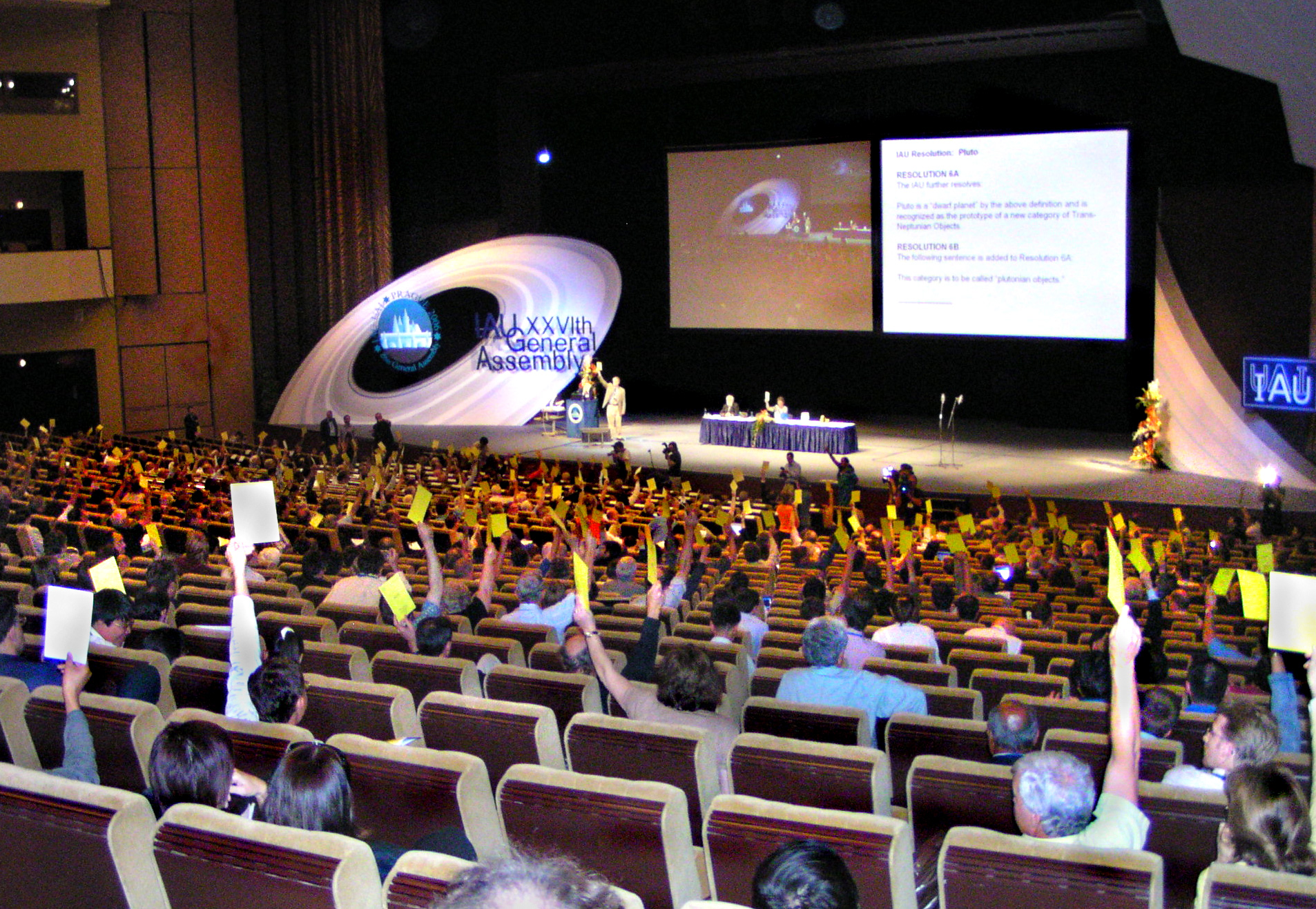
26. valné shromáždění IAU v poslední den zasedání 24. srpna 2006. O návrhu definice planety se hlasovalo pomocí žlutých karet.

Výkonný výbor IAU předložil shromáždění ke schválení čtyři rezoluce, z nichž každá se soustředila na jiný aspekt definice. Z důvodu snahy o větší přesnost byly na místě přijaty také některé menší změny.
- Rezoluce 5A obsahovala vlastní definici planety podle posledního návrhu usnesení. Formulace během diskuse zaznamenala drobnou typografickou úpravu, kdy slovní spojení „trpasličí planeta“ bylo dáno do uvozovek, aby bylo zdůrazněno, že jde o jeden dvouslovný termín.[31] Nakonec byla rezoluce téměř jednomyslně schválena. Převaha hlasů pro rezoluci byla tak velká, že ani nebylo přikročeno k jejich přesnému sčítání.[32]
- Rezoluce 5B obsahovala dodatek k výše uvedené definici, podle nějž se před slovo „planeta“ měl předsunout výraz „klasická“. Rezoluce 5A ustanovovala jako základní kategorie těles planeta, trpasličí planeta a malé těleso sluneční soustavy, z čehož vyplývalo, že trpasličí planeta není planeta. Kdyby byl přijat tento dodatek, tak by se první dvě kategorie nazývaly klasická planeta a trpasličí planeta, což by naznačovalo, že by obě mohly být považovány za planety. Rezoluce však byla velkou převahou hlasů odmítnuta, když pro se vyjádřilo jen 91 přítomných členů.[33]
- Rezoluce 6A obsahovala výrok týkající se přímo Pluta, který ustanovovala prototypem pro novou kategorii transneptunických těles. Tato rezoluce byla schválena poměrem hlasů 237:157, 30 členů se zdrželo. Nová kategorie těles však zatím neměla stanovené žádné jméno.
- Rezoluce 6B byla pokusem dát nové kategorii těles ustanovené v rezoluci 6A jméno, které mělo znít „plutonianské objekty“. Poměrem hlasů 183 ku 186 byla tato rezoluce velmi těsně zamítnuta, čímž bylo rozhodnutí o pojmenování této kategorie odloženo.[34][35]

### Konečná verze
Valné shromáždění Mezinárodní astronomické unie nakonec 24. srpna schválilo následující dvě rezoluce týkající se definice planety:
Rezoluce 5A

Ilustrace konečného výsledku hlasování

| „ | IAU proto rozhoduje, že planety a ostatní tělesa naší sluneční soustavy se budou dělit do tří kategorií následujícím způsobem: (1) Planeta je nebeské těleso, které (a) obíhá okolo Slunce, (b) má dostatečnou hmotnost, aby jeho vlastní gravitace překonala vnitřní síly pevného tělesa, takže dosáhne tvaru odpovídajícího hydrostatické rovnováze (přibližně kulového) a (c) vyčistilo okolí své dráhy. (2) „Trpasličí planeta“ je nebeské těleso, které (a) obíhá okolo Slunce, (b) má dostatečnou hmotnost, aby jeho vlastní gravitace překonala vnitřní síly pevného tělesa, takže dosáhne tvaru odpovídajícího hydrostatické rovnováze (přibližně kulového), (c) nevyčistilo okolí své dráhy a (d) není satelitem. (3) S výjimkou satelitů by všechny ostatní objekty obíhající okolo Slunce měly být označovány společným termínem „malá tělesa sluneční soustavy“. | “ |

Součástí schválené rezoluce 5A byly následující poznámky:
1. ↑  Těmito osmi planetami jsou: Merkur, Venuše, Země, Mars, Jupiter, Saturn, Uran a Neptun.
2. ↑  IAU zahájí proces prověření objektů blízko této hranice a jejich zařazení mezi trpasličí planety nebo do jiné kategorie.
3. ↑  Mezi ně v současnosti počítáme většinu planetek z vnitřních částí sluneční soustavy, většinu transneptunických objektů (TNO), komet a další malá tělesa.

Rezoluce 6A
| „ | IAU dále rozhoduje: Pluto je dle výše uvedené definice trpasličí planetou a je shledán prototypem nové kategorie transneptunických objektů. | “ |

Součástí schválené rezoluce 6A byla také následující poznámka:
1. ↑  IAU zahájí proces, jehož cílem bude nalezení jména pro tuto kategorii.

Prvními tělesy nově ustanovené kategorie trpasličích planet se staly Ceres, Pluto a 2003 UB313 (později pojmenované Eris). O dva roky později, 11. června 2008, schválila Mezinárodní astronomická unie pro trpasličí planety za Neptunem název „plutoid“.

## Výhrady

### Výhrady vůči definici
Výhrady vůči formulaci definice neutichly ani po jejím přijetí, a to zejména ve Spojených státech. Jedním z nejvýznamnějších kritiků byl americký vědec Alan Stern, vedoucí mise New Horizons, jejímž cílem byl průzkum Pluta pomocí automatické sondy. Podle něj ani uznané planety jako Země, Mars, Jupiter či Neptun nevyčistily okolí svých oběžných drah. Například v oblasti oběžné dráhy Země se pohybuje asi 10 tisíc blízkozemních planetek a Jupiter je na své dráze doprovázen asi 100 tisíci trójany. Stern také poznamenal, že kdyby Neptun vyčistil svou oběžnou dráhu, tak by tam žádný Pluto vůbec nebyl.
Jiní astronomové těmto názorům oponovali s tím, že i přes přítomnost některých menších těles mají planety oblasti svých oběžných drah díky své gravitaci pod kontrolou. Jupiter sice koexistuje s velkým množstvím těles na své oběžné dráze (s trójany), avšak tato tělesa tam mohou pobývat jen proto, že je svou gravitací uzamkl v tak zvaných libračních bodech. Země také svou oběžnou dráhu průběžně čistí, a to buď zachytáváním a akrecí menších těles nebo jejich vystřelováním pryč. Pluto sice kříží dráhu Neptunu, ovšem stejně jako řadu jiných příslušníků Kuiperova pásu ho Neptun svou gravitací uzamkl v dráhové resonanci 3:2 (to jest, že na dva oběhy Pluta připadají 3 oběhy Neptunu, takže se nikdy nepotkají). Protože oběžné dráhy a doby Pluta a jiných jemu podobných těles jsou diktovány Neptunem, znamená to, že Neptun je v této oblasti gravitačně dominantní.
Slabinou definice je, že je heliocentrická, neboť některá její kritéria jsou jen obtížně aplikovatelná na tělesa mimo sluneční soustavu. Dostupné techniky identifikace extrasolárních planet zatím nedokáží rozhodnout, zda těleso „vyčistilo svou oběžnou dráhu“. Definice dokonce výslovně hovoří o oběhu těles kolem Slunce a nikoliv kolem hvězd či hvězdných systémů. Již v roce 2003 však byla Mezinárodní astronomickou unií přijata speciální pracovní definice exoplanety, která jako spodní hranici takového tělesa určuje pouze hmotnost srovnatelnou s nejnižší možnou hmotností uznatelnou pro planetu sluneční soustavy.

### Výhrady k procesu přijetí definice
Závěrečné hlasování bylo podrobeno velké kritice kvůli nízkému počtu členů, kteří se ho účastnili. Kromě toho, že většina členů se pravidelně vůbec valných shromáždění IAU neúčastní, někteří jinak přítomní členové chyběli až během hlasování, které bylo stanoveno na poslední den celé 10denní události, kdy již mnoho účastníků odjelo nebo se chystalo k odjezdu. Z přibližně 9000 členů Mezinárodní astronomické unie se hlasování zúčastnilo jen 424 astronomů, tedy méně než 5 procent. Podle jiných však lze vzorek více než 400 zástupců z 9000 považovat za statisticky dostatečně reprezentativní. Americká astronomka Marla Gehaová také upozornila, že mezi členy je mnoho specialistů na nejrůznější obory, z nichž většina se věnuje něčemu zcela odlišnému než planetologii, a je proto logické, že ne všichni se hlasování o definici planety účastnili.

## Dopady na společnost
Přijetí definice, které zároveň znamenalo změnu klasifikace Pluta, mělo také kulturní a společenské dopady. Jedna z věcí, kterou ovlivnilo, byl průmysl vyrábějící suvenýry a hračky s astronomickou tematikou. Změnu reflektovali také vydavatelé vzdělávacích publikací. Například nakladatelství vydávající World Book Encyclopedia pozdrželo publikaci nového vydání této populární encyklopedie, dokud nebyl status Pluta vyjasněn.
Vyřazení Pluta ze seznamu planet se také setkalo se smíšenými reakcemi ve světě astrologie, neboť mezi astrology nepanovala jednota v tom, zda má nová definice nějakým způsobem ovlivnit také jejich praxi. Nakonec však Pluto součástí astrologických map zůstal.
Deklasifikace Pluta se odrazila také v populární hudbě, mimo jiné též v následujících hudebních dílech, vesměs obhajujících zařazení Pluta mezi planetami:
- Planet X (1996), píseň zpěvačky a autorky folkových skladeb Christine Lavinové o objevu Pluta v roce 1930 a zpochybňování jeho statusu koncem 20. století.[45]
- Pluto (1998), obrana Plutova statusu planety z pohledu tohoto transneptunického tělesa v písni hip-hopové skupiny 2 Skinnee J's.[46]
- I'm Your Moon, píseň z podcastu folk-rockového autora Jonathana Coultona (2006) o změně statusu planety Pluto zpívaná z pohledu měsíce Charon.[47]
- Bring Back Pluto (2007), píseň hip-hoppera Aesopa Rocka z alba None Shall Pass o tom, jak osm planet šikanuje Pluto vypadnuvší z jejich klubu.[48]